# No One Knows About Persian Cats
No One Knows About Persian Cats (Persa :کسی از گربه های ایرانی خبر نداره) és una pel·lícula iraniana del 2009 dirigida per Bahman Ghobadi, produïda per Wild Bunch. En un principi titulada Kasi az Gorbehaye Irani Khabar Nadareh, en la llengua nativa de la pel·lícula, persa, aquesta pel·lícula va agafar el nom de Nobody Knows About The Persian Cats abans de ser titulada finalment No One Knows About Persian Cats. La pel·lícula ofereix una perspectiva de l'Iran mentre explora el seu món underground del rock. Va guanyar el Premi Especial del Jurat a la secció Un Certain Regard al Festival de cinema de Cannes del 2009)

## Argument
Aquest drama segueix un jove i una noia mentre planegen llançar un grup de música poc després de ser alliberat de la presó. Ambdós personatges viatgen a Teheran on coneixen altres músics de rock i intent de convèncer-los per deixar l'Iran. Tanmateix, els seus somnis per fugir a Europa per tocar música lliurement sembla improbable sense diners o un passaport.

## Bandes i músics
- Take It Easy Hospital
- Rana Farhan
- Hichkas
- The Yellow Dogs Band
- Shervin Najafian
- Ash Koosha
- Mirza
- The Free Keys
- Mahdyar Aghajani
- Darkoob
- Hamed Seyed Javadi
- Nik Aein Band

### Premis
La seva primera exhibició va ser en el Festival de Canes del 2009, on va guanyar el Premi Especial del Jurat en la secció Un Certain Regard.
- Festival de Canes 2009:
  - Premi Especial del Jurat a Miami International Film Festival.
  - Premi de l'audiència al Festival de Cinema de São Paulo a la Millor pel·lícula en llengua estrangera.
- Festival de Cinema Nits Negres de Tallinn:
  - Premi del Jurat FICC
  - Premi del Jurat de fotografia
  - Premi del Jurat NETPAC
- Tokyo Filmex Premi Especial del Jurat